# Конструктивная география
Конструктивная география — междисциплинарное направление географической науки в СССР, объединяющее естественно-исторические и социально-экономические подходы к исследованию динамики взаимодействия природы и общества.

## История
Конструктивная география в СССР была продолжением развития концепции «Сталинский план преобразования природы», но главный акцент уже делался не на покорение стихийных природных сил, а на приспособлении природы к потребностям населения. Бережное использование природных ресурсов и защита окружающей среды являлись очень важным аспектом конструктивных географических исследований. Предполагалось, что природная среда сможет сохранить свои ценные свойства, обеспечивающие рост советской экономики и благоприятную среду обитания населения. Признавалось невозможным сохранить уникальное биологическое разнообразие на всей территории Советского союза, поэтому исконную природную среду следовало сохранять на территории природных заповедников.
Новое научное направление создавалось академиком И. П. Герасимовым применительно к преобразованию природной среды в эффективные антропогенные экосистемы, имеющие возможность удовлетворить потребности возрастающей численности населения и промышленного производств, также ставилась задача обеспечить благоприятное состояние окружающей среды. В 1966 году И. П. Герасимов выступил со статьей «Конструктивная география: цели, методы, результаты», чем фактически начал отход от применяемого ранее страноведческого направления. Предложенные методы конструктивных географических исследований включили достижения теории физической и экономической географии, в том числе и концепцию комплексного физико-географического процесса А. А. Григорьева, а с другой — новую методологию внеэкономической оценки, планирования, прогнозирования, мониторинга, научной экспертизы.
Обосновывая создание нового направления И. П. Герасимов отмечал в 1982 году:
Конструктивная же география появилась в последнее десятилетие вместе с эпохой НТР, когда задачи географической науки стали намного сложней – они должны были охватывать сферу деятельности многих отраслей хозяйства в их общем взаимодействии и изменении многих компонентов природы и общества на территории очень обширных и разнообразных районов. Как правило, для решения этих практических задач оказались необходимыми новые теоретические знания  о вчера еще неизвестных закономерностях, новые научные подходы, методы исследований и новее формы выдачи результатов научных работ.

## Описание
Идеи конструктивных исследований применялись во время крупных международных проектов «Альпы-Кавказ» и «Кавказ — Стара-Планина» в ходе которых советские ученые вместе со своими французскими и болгарскими коллегами исследовали вопросы комплексного изучения территорий горных стран, а также разрабатывали меры по охране и использованию горных экосистем.
Помимо И. В. Герасимова значительный вклад в проведение конструктивных географических исследований внесли В. Б. Сочава, Д. Л. Арманд и В. С. Преображенский, схожие идеи по преобразованию природной среды высказывал почвовед В. А. Ковда. Примечательно, что В. Б. Сочава является основоположником собственного научного направления в географической науке — учения о геосистемах, которое в ряде случаев конкурировало с идеями конструктивной географии.

## Оценки конструктивной географии
- А. Е. Левинтов, к.г.н.:

<…> усилиями конструктивной географии география вывела себя из состава гуманитарных наук, правда, так и не пристав к числу инженерных, что было заложено в основание конструктивизма. <…> Насыщая территории «производительными силами» и иссушая их соки «освоением и включением в хозяйственный оборот естественных ресурсов», географы приносили неисчислимые жертвы «быками с золоченными рогами»: во имя будущего уничтожались и разрушались и настоящее, и будущее, и, увы, прошлое. <…> Откровенная дегуманизация географии сделала ее достаточно безобидной, безвредной и бесполезной игрушкой. Перестав нести нравственное знание (таковое несла, например, английская и особенно французская география человека), география оказалась нужной только самой себе. <…> 
- Ю. Н. Гладкий, д.г.н.:

<…> несмотря на кажущуюся гуманитарную направленность «конструктивной географии», она проявила себя в существу «дегуманизированной» области научного знания <…>. Стремление (исходившее от «духовных отцов» советской физической географии) преобразовать свою науку в «инженерную», равно как и в науку «будущего», оказалось им явно не под силу. Ни попытки лидеров советской географии В. Преображенского, Ю. Саушкина, С. Лаврова и др. утвердить качественно новое понимание географической оболочки как природно-социального феномена, представленного взаимодействием природной среды, населения и хозяйства, ни новаторские разработки западных ученых, не привели к торжеству идей «конструктивной географии» <…> 